# みのもんたの朝ズバッ!
『みのもんたの朝ズバッ!』（みのもんたのあさズバッ）は、TBS（JNN）系列で2005年3月28日から2014年3月28日まで平日（月曜日から金曜日）に生放送されていた朝の情報番組・報道番組。後述の問題のためメイン司会者のみのもんたが2013年11月1日限りで降板したことから、同年11月4日から番組名が『朝ズバッ!』（あさズバッ!）に変更された。

## 概要
「TBS平日ワイド大改編・朝の変」として、2002年度から『みのもんたのサタデーずばッと』 を担当していたみのもんたを初代総合司会に起用し、2005年3月28日より放送を開始した。『サタデーずばッと』（一部地域を除く）の兄弟番組にあたる。
当初、初代総合司会の候補にはみのと関口宏が挙がり、先に打診した関口が断り、次に打診したみのが受諾したという経緯がある。
朝の情報番組であると同時に、みのが視聴者目線で社会の出来事に直言するスタイルの番組であった。
TBSテレビは本番組の開始にあたり、系列各局に対し前番組『ウォッチ!』終了時点まで後半に設けていたローカル枠を本番組では設定しないことを通達した。これに伴い、『ウォッチ!』時代に一部系列局が各自で設定していたローカル情報番組が相次いで打ち切りになる運びとなったものの、東北放送の『ウォッチン!みやぎ』については打ち切りできなかったため、結局本番組でもローカル枠を設定することとなった。ただし、実際には東北放送と毎年8月6日の中国放送（広島平和記念式典中継のため）のみ行使することのできるローカル枠として設定することとなった。なお、本番組の後を受けた『あさチャン!』→『THE TIME,』ではローカル枠での自社差し替えを通常時東北放送のみ行使しているが、本番組とは異なり、自社の放送対象地域の災害発生時等に東北放送以外でも緊急の自社差し替えを臨時に行うようになっている。
番組内で行き過ぎた報道があったとして、放送倫理・番組向上機構から2度勧告を受けたことがある。
2013年2月6日放送分で放送回数2000回を迎えた。
2006年7月25日から8月21日までの期間限定で番組開始当初から番組提供（7時台・ネットセールス部分）をしていたファミリーマートの国内の全店舗で本番組とコラボレートした商品が発売された。その後2008年8月および2010年3月2日から22日の期間にもコラボ商品が期間限定で数点発売されている。また、2006年後半頃から相次いでいるいじめ問題について、本番組で視聴者からいじめ体験のメッセージをFAXで取り寄せる企画を行なったところ、8000通以上ものFAXが寄せられるなどの大反響となった。これを受けて、このメッセージをまとめた本「いじめ緊急レポート 死んではいけない」( JANコード 4910200790174 )を2006年12月に毎日新聞社から「サンデー毎日増刊」の扱いとして出版された。2012年1月17日から、ロッテリアと共同開発した「ヒレカツ朝ズバーガー」が全国のロッテリアで期間限定発売された。

### 視聴率
関東地区における視聴率は、2005年7月クールで6.0%と徐々に上昇、7%以上を獲得することも多くなり、同年10月には10%を超える日もあった。そして、2006年10月の月間平均で10.2%（第2部：7:00 - 8:30）と、日本テレビ『ズームイン!!SUPER』（第2部：6:30 - 8:00）の9.9%、フジテレビ『めざましテレビ』（第2部：6:10 - 8:00）の9.4%を上回った。さらに、同年10月23日から10月27日までの週平均視聴率が11.2%を記録し、『朝のホットライン』以来、18年ぶりとなる同枠の時間帯1位に立った。
本番組が視聴率好調に転じたことから2003年頃から視聴率が下降傾向にあった後座番組『はなまるマーケット』も一時的に復調となっていた。
番組の不祥事（後記参照）が相次ぎ、特に不二家捏造報道問題が明るみに出た2008年頃からは、視聴率にも陰りが見え始めた。2010年の関東地区での視聴率は5%台と『めざましテレビ』（10%程度）、『ズームイン!!SUPER』（10%程度）、NHK総合テレビ『NHKニュースおはよう日本』（8%程度）に続き、第4位となった。
2011年春からしばらくの間、東北地方太平洋沖地震（東日本大震災）の震災関連報道の拡充や日本テレビの2011年4月の改編期での『ズームイン!!SUPER』の終了に伴う後継番組『ZIP!』が不振であったため、本番組の視聴率が再上昇し、第2部の視聴率が『ZIP!』を上回る日もあった（一時は10%程度に上昇したこともあった）。
2011年後半頃から『ZIP!』の視聴率が上昇したこともあり、これ以後は再び3位以下の順位に落ち着いていた。2013年10月第4週（10月21日 - 27日）の平均視聴率では、テレビ朝日『グッド!モーニング』を下回り、民放キー局5局の中で第4位（第5位はテレビ東京）となった。
最終回の視聴率は5.2%だった。

### みのの降板と番組終了
2013年9月11日、放送開始以来総合司会を務めていたみのであったが、その次男（逮捕当時日本テレビ社員、その後同局を諭旨解雇）が、コンビニエンスストアに設置してある現金自動預け払い機で盗んだ他人のキャッシュカードを使って現金を引き出す窃盗罪容疑で逮捕される。みのは同年9月9日よりこの年2度目の「夏休み」を取っていたが、次男の逮捕を受け、「公明正大でなければならないキャスター。ややもすると身びいきになってしまうかもしれない」との理由で、「夏休み」からの復帰予定日だった9月16日より番組出演を自粛した。TBSテレビとみのによる話し合いを経て、10月25日、TBSテレビはみのの番組出演終了を発表した。
同年11月4日から番組はリニューアルされ、番組名も『朝ズバッ!』に変更。タイトルロゴ、スタジオセット、テロップなど番組のテーマカラーもみの時代の赤から緑に変更されるなどみの色は一掃された。キャスター陣は井上貴博（TBSアナウンサー）を2代目総合司会とする新体制となり、番組オープニングでは井上が「出演者、そしてスタッフ一丸となって新しい番組を一つ一つ作っていきます」と挨拶した。また、放送開始以来初めてテーマ曲も変更され、Green Dayの『Know Your Enemy』が新テーマ曲となった。なお、「Green Day」はバークレーのスラングで「親元から離れ独り立ちする日」を意味する。
番組リニューアル第2弾として、同年11月25日より、「5時台」(5:30 - 6:00) の飛び乗り点5:55以降、日替りで「きょうのアンカー」を迎えるようになり、複数の新コーナーも開始される。結果的に井上の出演時間は減少（ただし担当コーナー数に変動はない）し、日替りアンカーを中心とする番組構成となった。ただし日替りアンカーは「朝ズバッ!ニュース」を除く全コーナーに出演したが、番組全体や個別コーナーの進行には携わらず、事実上のゲストコメンテーター扱いであった。また、番組オープニングとエンディングでの挨拶を含め、番組自体の総合司会は引き続き井上が担当した。
2014年1月22日、TBSは本番組が3月で終了することを発表、同月28日の放送が最終回となった。後継番組『あさチャン!』（2014年3月31日開始）では夏目三久 と齋藤孝（教育学者・明治大学教授）が総合司会を務め、井上が引き続き初代ニュースキャスターとして続投することも決まった（齋藤・井上は2015年3月に降板）。『あさチャン!』ではニュースに加えエンタメやスポーツなども幅広く扱う。放送終了時刻も8:00に繰り上げられ、同日に終了した後座番組『はなまるマーケット』の後継番組『いっぷく!』は8:00開始となる。これに伴い、『ヤング720』から続いたTBSにおける平日で8時台を跨ぐ番組が廃止となる。このような編成の背景には、同時間帯で高視聴率を維持しているNHK総合テレビ『連続テレビ小説』・『あさイチ』および、8:00から放送を開始している民放他局のワイドショーへの対策などが挙げられている。また、吉田明世（当時TBSアナウンサー）は『いっぷく!』→『ビビット』に続投した。
同年3月28日、放送終了。放送開始日と放送終了日が奇しくも同日である。

## コーナー
| 放送時刻 | コーナー名                    | コーナー名                    | 備考 |
| -------- | ----------------------------- | ----------------------------- | --- |
| 5:30     | オープニング                  | オープニング                  | 当初は、初代総合司会のみのや出演者がスタジオセット右端の打ち合わせスペースからそれぞれの持ち場へと向かう中でハンディカメラに向かってみのが後述する挨拶・フリートークを始めるスタイルだった。間もなく演出が変更され、みのがスタジオの端から登場してスタジオの中心に向かって歩き、途中にあるニュース、スポーツコーナーのセットにいるアナウンサー陣に一言喋ったり、コメンテーターらが座るデスクの前を通り、出演者に挨拶して通り、その後に後述する挨拶につなげる、という段取りで番組がスタートさせていた。一時、他局の朝番組と同様にキャスター陣が勢揃いする形になり、注目の話題や今朝の空模様を伝えた。その後、オープニング演出が見直され、またぎボードの前でみの一人が立ち「どうも皆さんおはようございます。○月○日×曜日『朝ズバッ!』の時間がやって参りました」と挨拶、その後の「けさの顔」に繋げるためのトークを簡単に行った。 みのが総合司会を務めていた時期は、模型とみのカメラ（小型カメラで、番組マスコットのミノムシ〈2006年3月30日 - 2013年11月1日〉がカメラケースになっている）を使って解説することもあった。 番組がリニューアルされた2013年11月4日以降はキャスター陣が横一列に並び、2代目総合司会の井上貴博（TBSアナウンサー）が「おはようございます。○月×日△曜日、朝5時30分を回りました。『朝ズバッ!』の時間です」と視聴者に挨拶していた。その後、注目の話題や今朝の空模様についてキャスター・コメンテーター陣が掛け合った後井上が「今朝も（今日も）宜しくお願い致します」と言って「けさの一面」へ進行した。 |
| 5:31頃   | けさの一面                    | けさの一面                    | 東京本社版の一般紙・スポーツ紙の1面をまたぎボードに貼り出し、読み比べるが、晩年期は一般紙から取り上げるのがほとんどだった。 2010年9月24日放送分までは、5:55（一部系列局飛び乗り）からだったが、2010年9月27日 - 2010年12月29日放送分は、オープニングトークの後に変更された。2011年1月4日以降は再び、5:55スタートに戻された。当初は「朝刊ざっと見!」というコーナー名で、その後「一面ざっと見!」と変更された。2013年11月25日放送分より、オープニングトーク直後に変更された。 |
| 5:40頃   | 朝ズバッ!ニュース             | 朝ズバッ!ニュース             | 小林が報道フロアから最新のニュースを伝える。 |
| 5:48頃   | 朝ズバッ!天気                 | 朝ズバッ!天気                 | |
| 5:49頃   | スポーツ&芸能                 | スポーツ&芸能                 | 高畑・吉田が最新のスポーツ情報と芸能情報を伝えるが、事実上スポーツ情報のみを扱う。 |
| 5:55     | アンカーが斬る けさのイチオシ | アンカーが斬る けさのイチオシ | アンカーが気になるニュースを井上とともに伝える。事実上の『けさの顔』の後継コーナーである。 アンカーはこのコーナーより登場する。 5:55からは一部ネット局が飛び乗るが、長らく挨拶などは無くみのの名前テロップが表示されるのみだった。井上が司会になってからは再度キャスターが揃って飛び乗る局に向けて「全国の皆さん、おはようございます。」と挨拶をするようになった。 |
| 6:00.00  | 600ニュースJNN                | 600ニュースJNN                | 井上・小林が最新のニュースを伝える。 |
| 6:10頃   | 朝刊 Y-1（ヨシわん）          | 朝刊 Y-1（ヨシわん）          | 吉田が厳選した記事を紹介する。基本的に生活関連の記事を紹介する。コーナー名が苗字をF1からもじったこともあって、コーナーBGMはT-SQUAREの『TRUTH』。 |
| 6:13頃   | 朝ズバッ!天気                 | 朝ズバッ!天気                 | |
| 6:13頃   | 6:16頃                        | 【ローカル枠】                | |
| 6:19頃   | ニュース多面体                | ニュース多面体                | 2013年11月25日から始まったコーナー。 社会的な関心事となっているニュースを独自取材し、ニュースの裏側に隠された情報を伝える。 進行は小林が担当し、井上やアンカーらがコメントを挿入する。 |
| 6:24頃   | 朝ズバッ!目のつけドコロ       | 朝ズバッ!目のつけドコロ       | 2010年6月28日から始まったコーナー。番組独自の視点で取材したVTRを中心に進行するコーナー。 2011年10月までのタイトルは『ニュース目のつけドコロ』。 2011年11月よりタイトルが「朝ズバッ!目のつけドコロ」に変わった。 タイトル変更後は岡安が担当している。一時ナレーションも岡安が担当していた時期があった。 |
| 6:31頃   | 朝ズバッ!スポーツ             | 朝ズバッ!スポーツ             | パラリンピックをはじめとした、障害者スポーツもよく取り上げられる。 大相撲開催中は、『朝ズバッ!大相撲』として担当アナウンサーによる2,3番の実況を放送。 2009年より、横浜DeNAベイスターズ（旧：横浜ベイスターズ）の選手のうち1週間の中で活躍した選手を選ぶ「週間みのVP」を毎週火曜に放送している。 みのVPに選ばれた選手はチャリティーグッズを番組に提供する。 1週間中にベイスターズが1勝もできなかった場合もしくは、交流戦最下位だった場合は「候補者なし」となる。 みの時代は、みのが休みの場合には視聴者による投票で選出する「みなVP」が選出され、水曜日に結果が出された。 |
| 6:43頃   | 朝ズバッ!芸能面               | 朝ズバッ!芸能面               | 最新のエンタメ情報を吉田が伝え、アンカーがコメントする。他に歌舞伎の話題や番宣はこのコーナーで紹介されている。本番組では芸能情報を原則このコーナー以外では伝えない。 |
| 6:49頃   | 朝ズバッ!天気                 | 朝ズバッ!天気                 | |
| 6:49頃   | 6:50頃                        | 【ローカル枠】                | |
| 6:51頃   | 日めくりワード ズバッ研!      | 日めくりワード ズバッ研!      | 2013年11月25日からスタートしたコーナー。事実上の『ミノがしません!けさ単→知っておきたい!けさ単』の後継コーナーである。 現在注目されているキーワードを井上が「日めくりワード」として深く掘り下げるボードショー形式のコーナー。井上の解説を受けてアンカーが応答する。 |
| 7:00.00  | 朝ズバッ!ニュース             | 朝ズバッ!ニュース             | 井上・高畑・吉田が最新のニュースを伝える。 |
| 7:00.00  | 7:12頃                        | 朝刊てんこもり                | 小林が各一般紙・スポーツ紙の注目記事を紹介する。 コーナー内には『アンカーマンの ?? 素朴な疑問』と題してアンカーが「素朴な疑問」をコメンテーターにぶつけるパートがある。 |
| 7:00.00  | 7:19頃                        | 【ローカル枠】                | |
| 7:00.00  | 7:21頃                        | ヨシダ動画                    | 2013年10月7日からスタートしたコーナー。吉田が世界中から集められた衝撃映像やほほえましい映像、珍しい映像などを紹介する。 |
| 7:25頃   | ズバッ!8時またぎ              | ズバッ!8時またぎ              | 前日（月曜日の場合、前週金曜日）から当日朝にかけてのニュースの中から、番組スタッフが重要と思ったニュースを取材VTRや中継などで紹介し、それをもとにキャスターやコメンテーター、ゲストがスタジオでトークするコーナー。開始当初は8時直前（7:57頃 - ）の開始だったが、時間帯がぶつかる他局の情報番組との兼ね合いから、開始時刻の前倒しを繰り返し、最終的に（7:24頃 - ）となった。当初から「番組のメインコーナー」との位置付けがなされている。 同じコンセプトのコーナーを「5時半またぎ」「7時またぎ」と称して設けたが、「5時半またぎ（オープニングトーク）」は企画の毛色を少々変更し、「7時またぎ」は当初朝ズバッ!ニュースの予告的なものだったが、その後「みの・こだわり」（2007年3月26日終了）を経て、「朝ズバッ!630」に移動。2007年10月1日から「ズバッ!7時またぎ Compare（コンペア）社会面」として復活したが、わずか1か月もしないうちに終了した。 スタジオには中吊り広告風特大ボード（通称またぎボード）がありそれを回転する。付箋のシールで隠してある部分はみの→井上がめくって解説していく。シールをめくる度に効果音が繰り返し流れる（内容によっては効果音がない場合もある）。この日のまたぎボードは番組公式サイトのトップページのところで見ることができる（放送終了後に更新）。 8時またぎではVTRのほかに当事者や専門家がスタジオ出演することが多い。『みのもんたのサタデーずばッと』の実績から、早朝にもかかわらず国会議員が多く出演する。話題によっては討論用にスペースを設け、討論のみでコーナーを進める事もある。 ここでのナレーションは当初口調が「です・ます」となる場合と「だ・である」となる場合とがあり、月曜・水曜・木曜は前者、火曜・金曜は後者となる傾向がこれまで多かったが、2010年5月からほぼ前者で統一されるようになった（稀に後者となる場合がある）。 先述のとおり、このコーナーが看板コーナーとして定着しているため、後述の選挙関連で延長する場合は、8時台以降このコーナーを核にして番組を進める。 気象関係の話題を扱う場合は気象予報士の森朗が出演し、毎回小道具を使いながら解説をしている。その際みのが興味深く小道具を操作する姿がスタジオの笑いを誘っていた。 2012年まで、その年の最後の放送（年末拡大スペシャル）では通常通りの進行を終えた8:30頃以降に、8またトンネルと呼ばれる企画が行われていた。これは「8時またぎ1年間分のパネルを縮小しトンネル状に配置したもの」であり、トンネルをみのが進みながら一年を振り返る内容となっていた。 2013年11月4日放送分より、井上が正式にコーナー担当キャスターとなった。 2013年11月25日放送分より「きょうのアンカー」が新設されたが、『ズバッ!8時またぎ』の進行は引き続き井上が担当しており、このコーナーでは日替りアンカーはコメンテーター席（1枠）に着席する。 |
| 8:28頃   | エンディング                  | エンディング                  | |
| 8:30     | 終了                          | 終了                          | |

ズバッ!8時またぎでの過去の特別企画
9.11選挙ズバッ!
2005年8月から9月まで実施。2005年9月11日の衆議院議員選挙関連の特集コーナー。毎日のように注目選挙区の候補者を生出演させて討論を実施していた。ただし、選挙前の1週間はハリケーン・カトリーナ関連のニュースに力が注がれたため若干トーンダウンした。
それぞれの4.25…朝
2005年5月に実施。JR福知山線脱線事故の犠牲者を1人ずつ取り上げ、遺族や友人も含めたその人間模様をつづった特集企画。
朝ズバッ!名物 赤坂再開発
8時またぎ内で放送。TBS社屋周辺の再開発事業（後の赤坂サカス）の進捗状況を不定期にリポートする。主に蓮見がリポートを担当。
あなたが決める日本の未来 8.30政権選択の夏
2009年7月から放送。
朝ズバッ!事件簿
- 2013年6月3日より開始。
- ある事件についてフリップを使いながら説明し、その後VTR映像を流す。
- 2013年10月14日以降は、不定期で8時またぎの中で行われている。

朝ズバッ!知る天
- 8:20頃 - 8:26:30
- 2013年10月14日よりコーナー再開したが、11月11日より再度コーナー休止。
- 気象予報士の森朗による気象に関するコーナー。
- コーナーの序盤または終盤に全国の天気を伝えている。
- 2013年8月から一時的に行われていたが、数回行った後、コーナーとしては一旦終了していた。

スポーツ関連の特別企画
朝ズバッ!世界陸上
世界陸上選手権直前から6時台・7時台の2回（2007年は7時台のみ）、大会開幕までは直前情報、大会期間中は前日ハイライトと今日のみどころを放送。（放送期間中は2005年のヘルシンキ、2007年の大阪、2009年のベルリン、2011年のテグ）
朝ズバッ!世界バレー
世界バレー期間数日前 - 期間中の7時台に「朝ズバッ!世界陸上」で紹介。（2006年の男女共催、2010年の女子）
パラリンピック関連
オリンピックだけでなく、パラリンピックの話題も当番組では大きく取り扱っている。大会期間中はスポーツコーナーの大半を割いて競技結果や選手へのインタビューを報じる。ロンドンパラリンピックでは、みのがロンドンを訪れ選手に直接インタビューを行った。
けさの顔
5:31頃 - 5:40頃
前日から今朝にかけての注目ニュースの「主役」をパネルで紹介しながら、これをもとに出演者やコメンテーターとトークを行う（2006年1月23日放送分から2010年3月26日までは「ズバッ!“今朝の顔”」〈通称「5時半またぎ」〉、2010年9月27日から2010年12月29日までは「けさの一面」と入れ替わる形で5時55分からに変更となったが、2011年1月4日放送分以降は再びオープニングの後に戻っている）。
おめでとうナマ電話
番組開始1週間で終了。「おめでたい話」を一般募集してみのと電話で話すコーナー。応募者には番組オリジナルクオカードが貰えた。終了の理由は思うように電話での参加者が集まらなかったことからと考えられる。
天カメリレー
番組開始当初から7月上旬頃まで放送された、JNN各局のお天気カメラによる中継コーナー。スタジオには、北海道から沖縄までのボタンがあり、みのが押すことによって、その場所を見ることができた。コーナー名にはリレーとあるが、順番に見ていくことはない。さらに番組開始初期は旬の場所から各放送局のアナウンサーによる中継を行っていたこともある。実質『エクスプレス』最初期まで行っていたJNN系列の中継企画であるが、短期間で終了。さらに天カメリレーもなくなり、事件などで現地を呼び出さない限り系列局からの中継はなくなった。
洗濯ズバッ!
天カメリレー同様、2005年7月上旬まで放送された8時台最後の天気予報。主婦層にターゲットを置いたのか、「洗濯物が乾くか」で天気を伝えた（関東ローカルでは6時台や7時台に不定期で放送）。
みの・こだわり
2007年3月23日まで放送された。ニュース1項目をVTRや、フリップおよびアイテムを使ってみのが解説していた。
ニュース早わかり
2007年3月26日まで放送されていた、朝ズバッ!630に統合され終了。
ズバッ!7時またぎ Compare 社会面
2007年10月1日から10月26日まで放送されていた。各新聞の社会面をチェックする。
ニュースめくり斬り
2008年2月頃から2009年11月27日まで放送されていた。地方や世界の話題を紙芝居形式で紹介する。駄洒落でオチがつくことが多いコーナーである。
朝ズバッ!620
2010年5月6日から6月25日まで、それまで6時台枠の芸能面ひろい読み・朝刊早ヨミ!・朝ズバッ!スポーツが統合し、各パートがシャッフルする形で最新情報を伝えていき、CM明けやパート替わり時、スポット的に天気コーナー（ひとくち天気）が挿入。コーナータイトルが620と称してはいたものの、実際は6:20過ぎに始まることがほとんどであった。
激論まっぷたつ
2010年4月28日から6月中旬まで放送。世間の関心事について50人にイエスかノーで答えていただき、これについてスタジオで短時間のフリートークをするものであった。
朝刊 ズバ斬り
開始当初から2010年9月24日まで放送。朝刊全般から幅広い話題を拾い上げて伝えるコーナー。当初のコーナータイトルは「朝刊!キョーミ新新」で、2009年9月28日から「朝刊イイトコどり」に名称変更。
開始時間は当初7:40頃だったが、8時またぎの時間枠拡大した。
当初は記事の見出し一覧をフリップで見せ、紹介する項目にそのつど「番組マーク」のシールを貼っていたが、2007年5月14日からは各項目を隠し、伝える項目ごとにみのが隠し紙をめくっていくスタイルとなった（その隠し紙にはその内容を暗示させるキーワードが記される）。ちなみに、このコーナーでは「キョーミ新新」という効果音が流れる。また、これまでみのが右側に、竹内が左側に立ってコーナーを進めていたが、同年5月15日の放送から両者の立ち位置が逆になった。また、同年5月21日の放送からはボードが大型化されたが、2009年6月からはボードを使用せず駅売店やコンビニなどにある新聞スタンドから、みのが新聞を取り出して紹介（あらかじめ記事は赤枠で囲っている）するスタイルに変更になった。よって、大型ボードは2週間弱で見納めとなった。コーナー終了後、「おでかけ前の朝刊チェック」が7時台に移動するまで朝ズバッ!ニュースを拡大していた。
朝刊シルビプレ
加藤が厳選した記事を紹介する。
みの味
2010年9月27日から始まったバラエティコーナー。日替わりでテーマを設定。ただし、新番組のパブリシティなどで内容の変更や休止が頻繁にある。通常、8時13分頃からの開始で、「ズバッ!8時またぎ」で使用した特大ボード（「またぎボード」）を再度回転して日替わりのテーマを発表する。
月曜日・たたき売り→ニュース「ブツ出し」 火曜日・なんでもランキング 水曜日・業界紙ひろい読み 木曜日・ズバ斬り川柳 金曜日・ニュースの「その後」紙芝居ニュース紙芝居→朝ズバッ!健康相談所
前を向いて歩こう
東日本大震災発生後「みの味」は一旦終了し、しばらく震災関連報道に充てられた。年度替わり後の2011年4月以降は、JNN・JRN絆プロジェクトの一環として「前を向いて歩こう」と題し、被災地で復興に向けて苦闘する人達のドキュメントを連日放送。みのの父親が宮城県栗原市出身ということもあり、「被災地を決して忘れてはならない」と強く訴え、他のメディアが震災関連報道を次第に減らしている中で目立っていた。メッセージコーナーについても被災地から全国へ向けて、あるいはその逆の内容のものに置き換わった。
ズバッ!8時またぎ+（プラス）
2012年9月18日から2013年5月31日まで放送。「ズバッ!8時またぎ」の延長した形のコーナー。ここでは通常のまたぎボードではなくタッチパネル式のモニターを利用していた。
朝刊 みのイチオシ
みのが自ら厳選した記事を紹介する。
おでかけ前の朝刊チェック
みの・小林が各一般紙・スポーツ紙の注目記事を紹介する。以前は6時台後半の放送だったが、後に7時台前半の放送となった。
朝ズバッ!芸能プラス
最新のエンタメ情報を吉田が1人で伝える。ここでは、主に若年層向けをターゲットにしており、ジャニーズ事務所所属のタレントやAKB48グループ関連の話題は主にこのコーナーで伝えられる。過去には、「ザッツ!芸能面」が2009年10月 - 11月の6:52頃 - 6:59に設けられていた。
ミノがしません!けさ単→知っておきたい!けさ単
6:51頃 - 7.00.00
2011年1月からスタートしたコーナー。
小林が現在注目されているキーワードを「けさ単」として深く掘り下げるボードショー形式のコーナー。井上やコメンテーターとの掛け合いも行われる。
2013年11月1日までのタイトルは『ミノがしません!けさ単』。
2013年11月4日から、番組リニューアルに伴って、コーナータイトルが『知っておきたい!けさ単』に変更された。
朝刊セレクト
7:13頃 - 7:19頃（「朝ズバッ!ニュース」内）
井上・高畑が各一般紙・スポーツ紙の注目記事を紹介する。以前は6時台後半の放送だったが、後に7時台前半の放送となった。当初から「けさの一面」と同じく紙面をボードに貼り付けて紹介していたが、2013年10月7日からはiPadをイメージした縦型のタッチパネルに項目を映し出す方式へと変更された。

## 出演者

### 総合司会
- みのもんた[15]

2005年3月28日の放送開始日より出演。2013年9月11日に次男が置き引きで逮捕されたことを受け、同年9月16日より番組出演を自粛。TBSとの協議の結果、同年11月1日に番組出演を終了した。
- 井上貴博（TBSアナウンサー） - 「けさの一面」・「アンカーが斬る けさのイチオシ」・「朝ズバッ!ニュース（6時・7時台）」・「日めくりワード ズバッ研!」・「ズバッ!8時またぎ」担当[注 9][注 10]

2008年4月改編における蓮見孝之（TBSアナウンサー）のスタジオレギュラー昇格に伴い、後任の取材キャスターとして2009年12月まで担当。2010年1月4日からは蓮見に代わるスタジオレギュラーに昇格。それまで竹内香苗が担当していた新聞コーナーも井上の担当となったが、2010年春改編時点では新聞コーナー担当がメインとなり、実務上サブキャスターを務めた。
2010年秋改編以降はみのもんた休暇時に総合司会を代行し、みのが番組出演を自粛した2013年9月16日から同年11月1日までの期間も総合司会を代行。同年11月4日、番組リニューアルに伴い、正式に2代目総合司会に就任した。11月25日から「きょうのアンカー」が新設されたことで出演時間が減少したが、番組全体の総合司会を引き続き担当していた。

### サブキャスター
| 期間      | 期間       | 男性     | 女性       |
| --------- | ---------- | -------- | ---------- |
| 2005.3.28 | 2008.3.28  | 柴田秀一 | 竹内香苗   |
| 2008.3.31 | 2009.12.29 | 蓮見孝之 | 竹内香苗   |
| 2010.1.4  | 2010.9.24  | （不在） | 久保田智子 |
| 2010.9.27 | 2013.9.27  | 井上貴博 | （不在）   |

### 朝ズバッ!キャスター陣
| 期間                                                                                                 | 期間       | アシスタント | ニュース | ニュース                   | ニュース                   | スポーツ   | 取材                                  | お天気   |
| 期間                                                                                                 | 期間       | アシスタント | 男性     | 女性                       | 女性                       | スポーツ   | 取材                                  | お天気   |
| 期間                                                                                                 | 期間       | アシスタント | 男性     | 月 - 水                    | 木・金                     | スポーツ   | 取材                                  | お天気   |
| --- | ---------- | ------------ | -------- | -------------------------- | -------------------------- | ---------- | ------------------------------------- | -------- |
| 2005.3.28                                                                                            | 2006.9.29  | 竹内香苗     | 柴田秀一 | 山田愛里                   | 山田愛里                   | 高畑百合子 | 蓮見孝之 岡安弥生 米田やすみ          | 根本美緒 |
| 2006.10.2                                                                                            | 2007.3.30  | 竹内香苗     | 柴田秀一 | 水野真裕美                 | 岡村仁美                   | 高畑百合子 | 蓮見孝之 岡安弥生 米田やすみ          | 根本美緒 |
| 2007.4.2                                                                                             | 2008.3.28  | 竹内香苗     | 柴田秀一 | 岡村仁美                   | 岡村仁美                   | 高畑百合子 | 蓮見孝之 岡安弥生 米田やすみ          | 根本美緒 |
| 2008.3.31                                                                                            | 2009.10.2  | 竹内香苗     | 蓮見孝之 | 岡村仁美                   | 岡村仁美                   | 高畑百合子 | 井上貴博 岡安弥生 奥平邦彦 米田やすみ | 根本美緒 |
| 2009.10.5                                                                                            | 2009.12.29 | 竹内香苗     | 蓮見孝之 | （不在）                   | （不在）                   | 高畑百合子 | 井上貴博 岡安弥生 奥平邦彦 米田やすみ | 根本美緒 |
| 2010.1.4                                                                                             | 2010.3.26  | 久保田智子   | 井上貴博 | 江藤愛                     | 江藤愛                     | 高畑百合子 | 岡安弥生 奥平邦彦 米田やすみ          | 根本美緒 |
| 2010.3.29                                                                                            | 2010.9.24  | 久保田智子   | 井上貴博 | 江藤愛                     | 江藤愛                     | 高畑百合子 | 岡安弥生 奥平邦彦 米田やすみ          | 美馬怜子 |
| 2010.9.27                                                                                            | 2013.3.29  | （不在）     | 井上貴博 | 加藤シルビア 小林悠        | 加藤シルビア 小林悠        | 高畑百合子 | 岡安弥生 奥平邦彦 米田やすみ          | 美馬怜子 |
| 2013.4.1                                                                                             | 2013.11.1  | （不在）     | 井上貴博 | 小林悠 吉田明世            | 小林悠 吉田明世            | 高畑百合子 | 岡安弥生 奥平邦彦 山元香里            | 美馬怜子 |
| 2013.11.4                                                                                            | 2014.3.28  | （不在）     | 井上貴博 | 高畑百合子 小林悠 吉田明世 | 高畑百合子 小林悠 吉田明世 | 高畑百合子 | 岡安弥生 奥平邦彦 山元香里            | 美馬怜子 |
| - 2010年10月以降は、アシスタントが不在のため、再び男性ニュースキャスターが総合司会代理を務めている。 |            |              |          |                            |                            |            |                                       |          |

「朝ズバッ!大相撲」担当
- 赤荻歩（TBSアナウンサー） - ニックネーム“ツッパリ番長2007”

2006年11月から2007年9月まで出演。その後他の情報番組でレギュラー出演を開始したため、準レギュラー扱いとなる。

### 朝ズバッ!ファミリー（コメンテーター）
- 木元教子（番組開始時は月曜、後に月後半木曜コメンテーター、2008年3月まで）
- えなりかずき（月曜コメンテーター、2006年3月まで）
- 田中雅美（月曜コメンテーター、2011年3月まで）
- 末吉竹二郎（番組開始時は火曜、後に月曜コメンテーター）
- 月曜日：柿崎明二、大渕愛子、池田健三郎
- 田中章義（火曜コメンテーター）
- 杉尾秀哉（火曜コメンテーター、最終回まで。）
- 三屋裕子（火曜コメンテーター、最終回まで。）
- 潟永秀一郎（火曜コメンテーター、最終回まで。）
- 若狭勝（水曜コメンテーター）
- 片山善博（水曜コメンテーター、最終回まで。）
- 潮田玲子（水曜コメンテーター、最終回まで。）
- 野村修也（水曜コメンテーター、最終回まで。）
- 嶌信彦（番組開始時は木・金曜、後に木曜コメンテーター、2010年3月まで）
- 北川正恭（木曜コメンテーター、最終回まで。）
- 小松成美（木曜コメンテーター、最終回まで。）
- 金井辰樹（木曜コメンテーター、最終回まで。）
- 倉田真由美（木曜コメンテーター、2006年3月まで。）
- 木村政雄（金曜コメンテーター、2006年3月まで）
- 荒俣宏（金曜コメンテーター）
- 浅野史郎（金曜コメンテーター、2007年春に立候補した東京都知事選挙期間中は出演を自粛。2009年春に病気療養のため降板）
- 海老原嗣生（金曜コメンテーター）
- 与良正男（金曜コメンテーター、最終回まで。）
- 吉川美代子（金曜コメンテーター、最終回まで。）
- 八塩圭子（金曜コメンテーター、最終回まで。）

並び順は画面向かって左側からの座っている順番。
上記のうち柿崎、杉尾、与良の3人は、2013年11月22日放送分まではアンカーに近い役割を担っていた。
2013年11月時点で月曜日、水曜日、木曜日の2枠目と金曜日の3枠目は不定となっている。
コメンテーターは当初、木元教子（月）、岸井成格（火・水）、嶌信彦（木・金）をアンカーマンとする3人制だったが、2006年4月以降は日によって2人制、3人制になった。ただし、上記出演者が他の曜日に出演することがある。特に柿崎と与良は、8時またぎで政治関連の話題を伝える時には、自分の担当曜日以外でも揃って出演し解説を行うことが多くなっていた。

### ナレーター
- バッキー木場（ - 2013年11月1日）

オープニング時やCMに入る前の「朝ズバッ!」コールやコーナーのタイトルコール。ノンクレジット。
- 鈴木まどか - 取材VTR（2005年3月 - 2007年3月）
- 洪英姫 - タイムコール

2005年5月30日の放送で6:58のコールを噛むというNGを出して“ハプニング大賞行き”となった。
- 小幡研二 - 取材VTR
- 小松由佳 - 取材VTR（2007年4月 - ）

2010年2月3日の「芸能面ひろい読み」で映画『アバター』が同年のアカデミー賞の9部門にノミネートされた話題が取り上げられた際、小松がネイティリ（ゾーイ・サルダナ）の日本語吹替を担当していると紹介され、声のみではあったがみのたちと生トークした。
- 佐野文俊
- 福田亨（オリンピック開催期間時に、競技速報などのニュース）

## 不祥事・問題となった発言
取材スタッフによる不祥事がいくつか挙げられるが、放送中のみのの発言が不適切・不的確であると非難を浴びることもあった。
- 2005年6月3日、朝刊コーナーで「お医者さんが考えたヘルシービアガーデン」の記事を取り上げた際、みのが「皆さん、ビオフェルミンなんてお飲みになってるじゃないですか、胃腸薬。だったらビールを飲んだ方がいい位」と、当時のスポンサー製品である「ビオフェルミン」よりもビールを飲む方が健康に良いかのように発言。同月6日に番組内でみの本人が謝罪し、番組ホームページ上には訂正文が掲載された（後に消去）。同月8日、ビオフェルミン製薬はスポンサーを降板。「この件についてはコメントをしない」とした[16]。
- 2006年10月31日、いじめ問題に関連して「関西のあるお笑い芸人」を批判（番組中では個人名は明言せず）。当日のゲストである杉並区立和田中学校校長・藤原和博（リクルート出身）の「テレビで芸人たちがやっていることが子供たちに悪影響を及ぼしている」という趣旨の発言に返答し、みのが「私はそんな奴（人の頭を平気で叩くような芸人）の番組には出ない、プロデューサーも悪い」と発言した。これに対して視聴者からインターネット上での批判が相次いだ。動画投稿サイトYouTube上に不正アップロードされた発言動画（後にTBSの申請により削除）の閲覧数は2日あまりで15万件を超えた。みのは「お笑い芸人」を名指ししなかったが、『女性セブン』2006年11月23日号はダウンタウンの浜田雅功が出演していた同局の『リンカーン』を非難したものだとする記事を発表した。ただし、みのは後年に浜田が出演している『ダウンタウンDX』（日本テレビ系）に何度かゲストとして出演している[17]。
- 2007年1月22日、期限切れ原材料使用問題が判明していた不二家のチョコレートについて、平塚工場で働いていたという「情報提供者」による証言として、期限切れ製品を開封し溶かして「再使用」していたと放送した。これに端を発して一連の問題が発生した。BPOへの申し立てを受け、同年8月16日の番組内でみのが自ら視聴者への謝罪を行った。朝日新聞は2007年8月12日の社説内で、『「朝ズバ」問題 - TBSは自浄の姿見せよ』の題で不二家問題に関連して、「こんなずさんな番組、ふざけるなよ。打ち切りにしてもらいたいな。みのもんた氏も自分が当事者でなければ、そう怒りをぶつけたくなるのではないか」と司会者個人を名指しで批判し、「検証番組をつくり視聴者への説明責任を果たすべきだ」などと主張した。
- 2007年1月24日の『水トク!』内で放送したスペシャル番組にて、現地ロケで夕張市を訪ねたみのが「（夕張破綻は）今まであんな議員を選んだ皆さんの責任でもある」と夕張市民を批判し、夕張市民病院については「赤字病院の閉鎖で患者が全員死ぬ」と発言。「資金問題で立候補者が限られる地方選挙の実態」「実際は閉鎖でなく経営規模の縮小であった事」への認識不足が批判され、週刊文春2007年2月8日号では「みの夕張『大名』視察」と報じられた。また、同番組でみのと会話していた「偶然その場で雪かきをしていた女性」は、後に一部マスコミで「何回もリハーサルをやらされた」と番組のやらせを暴露した。
- 2007年11月19日、坂出3人殺害事件に関し、被害者が行方不明になってから通報に至るまで1時間かかったことについて「普通すぐに電話しない?（略）警察署に行って届け出てる。普通だったらそのまま電話しないかねぇ?」「不思議だねぇ」と、被害者の家族をあからさまに犯人扱いするかのような発言をした。被害女児姉妹の父親は取材に対し「みのもんたさんに聞きたかった。オレが殺したんか、と」と怒りをあらわにし[18]、みのは当初沈黙していたが、2008年1月になって、みのがTBSの幹部職員と共に被害者家族と対面し謝罪したと報じられている[19]。しかし、番組内での謝罪は一切していない。
- 2008年2月13日、杏林大病院割りばし死事件の話題で、裁判での医師の認定とは異なる再現映像を放送し、みのが「遺族が可哀想」などの発言をした。医師が名誉棄損だとしてBPOに申し立て、BPOは「名誉棄損には当たらないものの、報道内容が不適切で違反は重大である」としてTBSへ勧告、番組側は放送内で謝罪した[20]。
- 2013年8月30日8時29分頃、CM明けに原稿を読もうとしていた吉田明世の腰の辺りに伸ばしていたみのの右手を、吉田が左手で振り払う様子が放送された。「これはセクシャルハラスメントではないか」という視聴者の指摘に対し、同年9月2日、TBS広報部は「セクハラ行為があったとは認識していないが、紛らわしい行為だったため、今後このようなことがないよう番組担当者に口頭で注意した」とのコメントを発表した[21]。みのは後の記者会見でこのセクハラ疑惑に対して記者から質問され、「（アシスタントやキャスターが）発言をとちることがあるので、『しっかりしろ』の気持ちで腰を叩いた。セクハラなどということは全くありません」とセクハラを否定した[22]。

## 特別番組

### 放送枠拡大
『はなまるマーケット』を休止して放送時間を拡大したケース。特記事項がなければ、いずれも5:30 - 9:55（5時台…5:30 - 6:00、第1部…6:00 - 7:00、第2部…7:00 - 8:30、第3部…8:30 - 9:55）に放送。また、2009年3月27日までのBSS・MRTは『スーパーモーニング』（テレビ朝日）をネットしていたため、通常通り8:30で終了となっていた。
みのもんたの朝ズバッ!国民の審判は下った!!5時間ブチ抜き大選挙スペシャル
第44回衆議院議員総選挙の投開票翌日である2005年9月12日に放送。唯一、5時台の放送開始を5:00からに前倒しとした、枠拡大での5時間特番である。
みのもんたの朝ズバッ!8時またぎ年末SP『2006年今年またぎ』
2006年12月29日放送。8:30 以降「今年またぎ」として渡哲也をゲストに迎えて、同年夏に財政破綻した夕張市とその住民にスポットを当てて特集した。
みのもんた朝ズバッ!ゆく年07!くる年08! 年末拡大ほっとけないスペシャル
2007年12月28日放送。主に与野党の国会議員やコメンテーターをスタジオに招いて、主に2007年に起きた時事問題や離島の厳しい現状などを取り上げた。
みのもんたの朝ズバッ!年末拡大スペシャル! 中国が今ほっとけない みの五感全開北京取材
2008年12月29日放送。主に通常版に加え、「8時またぎ」の総集編や『サタずば』の放送終了後にみのが実際にロケで中国を訪問し、中国のエリート教育の現場や拡大する格差社会の現状を取り上げた。
みのもんたの朝ズバッ!・国民の審判は下った!ブチ抜き大選挙スペシャル
第45回衆議院議員総選挙の投開票翌日である2009年8月31日放送。
- 通常時、第2部の一部の差し替えで「ウォッチン!みやぎ」を放送するTBCはその放送を休止し、完全フルネットした。
- この特番では通常の「8時またぎ」に加え「9時またぎ」も行われた。

みのもんたの朝ズバッ!年末拡大スペシャル!
2009年12月29日放送。番組タイトルは『みのもんたの朝ズバッ!年末拡大スペシャル!』で副題は特に付けられなかった。オープニングでは「8時またぎ」の総集編である「8時またぎボードトンネル」を放送。また、スペシャルゲストとして石川遼や中山雅史が登場し、石川は自らのエピソードに関するクイズコーナー「クイズ遼モネア」（みのが司会を務める『クイズ$ミリオネア』のパロディ。ただし、このコーナーでは3択）で司会を務めた。9時台には与野党の国会議員の討論コーナー「今こそほっとけない!鳩山連立政権105日をガツンと生仕分けSP」を放送した。
- この回で蓮見と竹内が卒業した。

みのもんたの朝ズバッ!ぶち抜き大選挙スペシャル
第22回参議院議員通常選挙の投開票翌日にあたる2010年7月12日放送。
みのもんたの朝ズバッ!（サブタイトル無し：東日本大震災発生に伴う特別報道対応のための枠拡大）
2011年3月15日・16日の両日に放送。
みのもんたの朝ズバッ!年末拡大スペシャル「前を向いて歩こう」
2011年12月29日に放送。2年ぶりの年末スペシャルである。なお、「年末拡大スペシャル『前を向いて歩こう』」の副題は拡大パート（8:30 - 9:55）でのみ使用された。
みのもんたの朝ズバッ!（サブタイトル無し： 第46回衆議院議員総選挙に伴う特別報道のための枠拡大）
第46回衆議院議員総選挙の投開票翌日である2012年12月17日放送。なお、2012年最終放送日の12月28日は2年ぶりに通常放送となった。
みのもんたの朝ズバッ!（サブタイトル無し： 第23回参議院議員通常選挙に伴う特別報道のための枠拡大）
第23回参議院議員通常選挙の投開票翌日である2013年7月22日放送。

### ゴールデンタイム枠
ゴールデンタイムでは『サタずば』としての特番も行われている。なお「サタずば」としての特番はこちらの項を参照。
みのもんたの激論!医者ズバッ
2006年3月24日の18:55 - 20:54（「金スペ!」枠）で医療をテーマに放送。
みのもんた感動ズバッ
2006年6月23日の18:55 - 20:54（「金スペ!」枠）で放送。
水トク! 緊急特番!みのもんた激ズバッ!こんな日本に誰がした今夜こそほっとけないスペシャル
2007年1月24日の18:55 - 20:54（「水トク!」枠）に放送。主に財政破綻した夕張市を特集した。みのも実際に夕張市をロケで訪問。運営規模を縮小した病院や市営のアパートを訪れ、夕張市の現状などを取り上げた。
朝ズバッ!絆スペシャル 巨大津波…私は生きた 語り継ぐいのちの記録
2012年3月11日（日曜日）19:00 - 20:54に放送。東日本大震災発生からまる1年の節目に放送の震災関連特番。みのが被災地である宮城県気仙沼市から生中継を行う。

### その他
以下はTBS系各局で当番組及びみのを1日密着取材した番宣番組。
『みのもんたの朝ズバッ!』を10倍楽しむ法
2006年12月28日（2007年1月3日と1月6日に再放送）にTBS系列の青森テレビのみ（青森県ローカル）で放送された、本番組の裏側を取材した特番。津田禎（当時青森テレビアナウンサー）が2006年11月23日の放送を取材し、本番前後とCM中にみのへのインタビューを行った。また、青森県では5:55からの飛び乗りスタートだが、この特番で5:30のオープニング映像も紹介された。なお、2007年4月2日から青森テレビでも5:30開始となったため、毎日このオープニングが見られるようになった。
なお青森テレビではその後、2007年8月頃からみのと津田が出演する番宣CMが放送されているが、これは中京テレビ制作・日本テレビ系列で同年8月5日に放送された「みのもんた様御用達 爆笑旅行社 高田トラベル」の青森ロケでみのが来青した際、序に収録されたものである（青森市の酸ヶ湯温泉と青森魚菜センターで収録）。
密着みのもんた!朝ズバッの裏ズバッ!
2007年3月25日12:54 - 13:24にTBS系列の山陽放送のみ（岡山・香川ローカル）で放送された。本番組の裏側を取材した特番。今脇聡子（当時山陽放送アナウンサー）が番組の密着取材を敢行したもの。岡山・香川地区における視聴率は時間帯1位（連日第2部が毎週平均で10%超え、2007年2月21日の第2部で14.8%を記録）で密着時には「高視聴率御礼」という襷をかけていた。
本番組ではMBS企画（毎日放送の関連会社）が製作協力していた。

## ネット局と放送時間
| 放送対象地域  | 放送局                    | 放送時間（JST）         | 『早ズバッ!ナマたまご』のネット局 | 備考                |
| ------------- | ------------------------- | ----------------------- | --------------------------------- | ------------------- |
| 関東広域圏    | TBSテレビ（TBS）          | 月曜 - 金曜 5:30 - 8:30 | 〇                                | 【制作局】          |
| 北海道        | 北海道放送（HBC）         | 月曜 - 金曜 5:30 - 8:30 | ×                                 |                     |
| 青森県        | 青森テレビ（ATV）         | 月曜 - 金曜 5:30 - 8:30 | ×                                 | [ 注 18 ]           |
| 岩手県        | IBC岩手放送（IBC）        | 月曜 - 金曜 5:30 - 8:30 | ×                                 |                     |
| 宮城県        | 東北放送（TBC）           | 月曜 - 金曜 5:30 - 8:30 | ×                                 | [ 注 19 ]           |
| 山形県        | テレビユー山形（TUY）     | 月曜 - 金曜 5:30 - 8:30 | ×                                 |                     |
| 山梨県        | テレビ山梨（UTY）         | 月曜 - 金曜 5:30 - 8:30 | ×                                 |                     |
| 新潟県        | 新潟放送（BSN）           | 月曜 - 金曜 5:30 - 8:30 | ×                                 |                     |
| 長野県        | 信越放送（SBC）           | 月曜 - 金曜 5:30 - 8:30 | ×                                 |                     |
| 静岡県        | 静岡放送（SBS）           | 月曜 - 金曜 5:30 - 8:30 | ×                                 |                     |
| 富山県        | チューリップテレビ（TUT） | 月曜 - 金曜 5:30 - 8:30 | ×                                 |                     |
| 石川県        | 北陸放送（MRO）           | 月曜 - 金曜 5:30 - 8:30 | ×                                 |                     |
| 中京広域圏    | 中部日本放送（CBC）       | 月曜 - 金曜 5:30 - 8:30 | 〇                                |                     |
| 近畿広域圏    | 毎日放送（MBS）           | 月曜 - 金曜 5:30 - 8:30 | 〇                                | [ 注 21 ]           |
| 鳥取県 島根県 | 山陰放送（BSS）           | 月曜 - 金曜 5:30 - 8:30 | 〇                                | [ 注 22 ] [ 注 23 ] |
| 岡山県 香川県 | 山陽放送（RSK）           | 月曜 - 金曜 5:30 - 8:30 | 〇                                |                     |
| 広島県        | 中国放送（RCC）           | 月曜 - 金曜 5:30 - 8:30 | ✕                                 | [ 注 25 ]           |
| 山口県        | テレビ山口（tys）         | 月曜 - 金曜 5:30 - 8:30 | 〇                                | [ 注 26 ]           |
| 高知県        | テレビ高知（KUTV）        | 月曜 - 金曜 5:30 - 8:30 | ✕                                 |                     |
| 福岡県        | RKB毎日放送（RKB）        | 月曜 - 金曜 5:30 - 8:30 | 〇                                | [ 注 27 ]           |
| 長崎県        | 長崎放送（NBC）           | 月曜 - 金曜 5:30 - 8:30 | ✕                                 | [ 注 18 ] [ 注 28 ] |
| 熊本県        | 熊本放送（RKK）           | 月曜 - 金曜 5:30 - 8:30 | ✕                                 | [ 注 29 ]           |
| 宮崎県        | 宮崎放送（MRT）           | 月曜 - 金曜 5:30 - 8:30 | ✕                                 | [ 注 30 ]           |
| 沖縄県        | 琉球放送（RBC）           | 月曜 - 金曜 5:30 - 8:30 | ✕                                 |                     |
| 福島県        | テレビユー福島（TUF）     | 月曜 - 金曜 5:55 - 8:30 | ✕                                 |                     |
| 愛媛県        | あいテレビ（ITV）         | 月曜 - 金曜 5:55 - 8:30 | ✕                                 | [ 注 31 ]           |
| 大分県        | 大分放送（OBS）           | 月曜 - 金曜 5:55 - 8:30 | ✕                                 |                     |
| 鹿児島県      | 南日本放送（MBC）         | 月曜 - 金曜 5:55 - 8:30 | ✕                                 | [ 注 32 ]           |

### ネット局に関する備考
- 番組冒頭の5:30 - 5:55は前番組『ウォッチ!』と同様にローカルセールス枠のため、通常時5時台を5:55飛び乗る局あっても、大災害等発生により『JNN報道特別番組』が組まれた場合および『全米プロゴルフ選手権・最終日』をネットする局では本番組を臨時にフルネットとする場合があるほか、後座番組『はなまるマーケット』休止の上、本番組を臨時に第3部（8:30 - 9:55）設けて放送することがあった。

## テーマ曲

### オープニング
- 2005年3月28日 - 2013年11月1日：Lenny Kravitz「Are You Gonna Go My Way（自由への疾走）」
- 2013年11月4日 - 2014年3月28日：Green Day「Know Your Enemy」

### エンディング
- 2005年4月 - 6月：エイジアエンジニア「Oh! Wonderful Life」（マキシシングル「Oh! Deluxe Maxi」収録）
- 2005年7月 - 9月：（不明）
- 2005年10月 - 2006年3月：オオゼキタク「アッパーグラウンド」
- 2006年3月 - 9月1日：ミュージカル『ムーヴィン・アウト』より 「ムーヴィン・アウト」
- 2006年9月4日 - 2007年1月：sleepyhead jaimie（スリーピーヘッド・ジェイミー） 1st mini album「California」より 「kiss the girl」
- 2007年2月 - 4月：「WHAT'S UP 2000」
- 2007年5月 - 7月：DENIECE WILLIAMS「LET'S HEAR IT FOR THE BOY」
- 2007年8月 - 2008年3月：Sixpence None the Richer「KISS ME」
- 2008年4月 - 9月：「After rain」
- 2008年10月 - 2010年3月26日：「Wind Blow」
- 2010年3月29日 - 9月24日：シスター・カヤ「うちなータイム」
- 2010年9月27日 - 2011年3月11日：SHUUBI「星屑よけてクロールしたら」
- 2011年4月4日 - 9月30日：Fis block「START」
- 2011年10月3日 - 12月29日：DadaD「Go Around」
- 2012年1月4日 - 3月30日：大石昌良「ストーリー」
- 2012年4月2日 - 6月29日：永野亮「かえりみち」
- 2012年7月2日 - 9月：唄人羽「トロフィー」
- 2012年10月 - 12月：見田村千晴「愛がそこに無くても」
- 2013年1月 - 3月：高橋直純「決意のスイッチ」
- 2013年4月 - 6月：はるのまい「8番目の虹」
- 2013年7月 - 9月：山本雅也「ぼくら」
- 2013年10月 - 12月：冨田ラボ「やさしい哲学 feat.椎名林檎」
- 2014年1月 - 3月：宮田和弥「口ずさめば」

### 天気予報
- 2005年3月 - 2010年4月頃：スウィング・アウト・シスター「Am I the same Girl」（5時台のみ）